# Áchinsk
Áchinsk (en ruso: Ачинск) es una ciudad del krai de Krasnoyarsk, en Rusia, al sur de Siberia. Está situada en la orilla derecha del río Chulim, afluente del Obi, en una región de taiga sembrada de lagos, a 160 km al oeste de Krasnoyarsk, la capital del krai. Su población era de 110.336 habitantes en 2009.

## Historia
Estudios en uno de los más antiguos asentamientos de la historia del raión de Áchinsk han mostrado que aquí vivía gente hacia el 28 000 a. C. - 20.000 a. C. Algunas de estos yacimientos están situados a solo 2 km al este de la ciudad.
La actual ciudad fue fundada el 25 de julio de 1683 para defender un punto del pasaje sobre el río Chulim. El nombre de la localidad deriva del de la tribu túrquica de los achi o achigi. El primer fuerte (ostrog) fue construido como una plaza cuadrada con altas empalizadas de madera. En las esquinas se situaban torres de vigía. Inicialmente la guarnición contaba con 15 cosacos. En 1710, se construyó un nuevo fuerte en la orilla derecha del río Áchinka, en su confluencia con el Chulim. En 1782, recibió el estatus de ciudad. Cobró importancia con la construcción del ferrocarril Transiberiano, convirtiéndose en un importante centro de negocio con China. Su desarrollo posterior es en parte debido a la explotación de los yacimientos de lignita en las cercanías y a su posición de cruce ferroviario. En 1930, los alrededores de Áchinsk fueron uno de los primeros lugares de deportación en el proceso de deskulakización.

### Explosión de arsenal militar
En agosto de 2019 la localidad fue testigo de una explosión en un arsenal militar (en ruso: 60-й Инженерно-Сапёрный Берлинский Краснознамённый полк, в/ч 12202), cerca de la localidad de Kamenka.

## Demografía
| 1897    | 1939    | 1959    | 1962    | 1967    | 1970    |
| ------- | ------- | ------- | ------- | ------- | ------- |
| 6 700   | 32 500  | 50 300  | 60 000  | 69 000  | 97 000  |
| 1973    | 1979    | 1989    | 1998    | 2002    | 2008    |
| 106 000 | 116 900 | 121 572 | 123 300 | 118 744 | 110 838 |

## Economía y transporte
Las principales empleadores de la ciudad son una fábrica de producción de aluminio y una refinería de petróleo.
La ciudad es un nudo de comunicaciones, con el ferrocarril Transiberiano y se encuentra en la carretera nacional M51 Novosibirsk-Irkutsk. De Áchinsk parte la carretera que se dirige a la república de Jakasia. Dos vías férreas secundarias parten de Áchinsk, una para la región al norte de la ciudad, hacia Lesosibirsk, para el transporte de madera, y la segunda que conecta con Abakán, la capital de Jakasia.
La ciudad dispone de un puerto fluvial y un aeropuerto. Desde 1967, Áchinsk está dotada de una red de tranvías de tres líneas.

## Galería

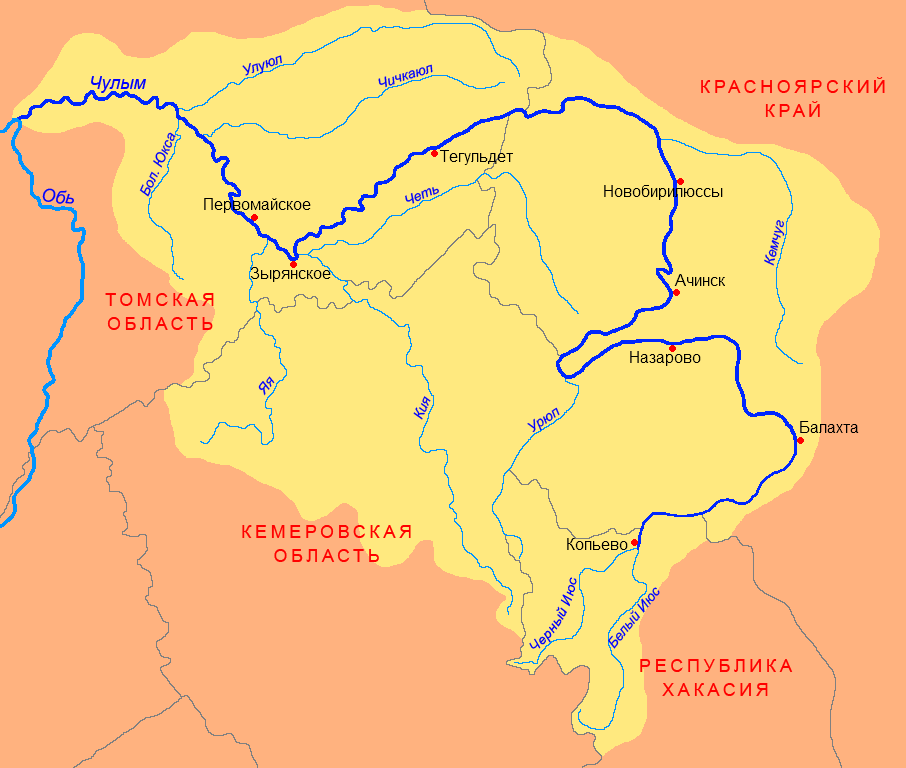
Áchinsk (А́чинск) en mapa del río Chulim
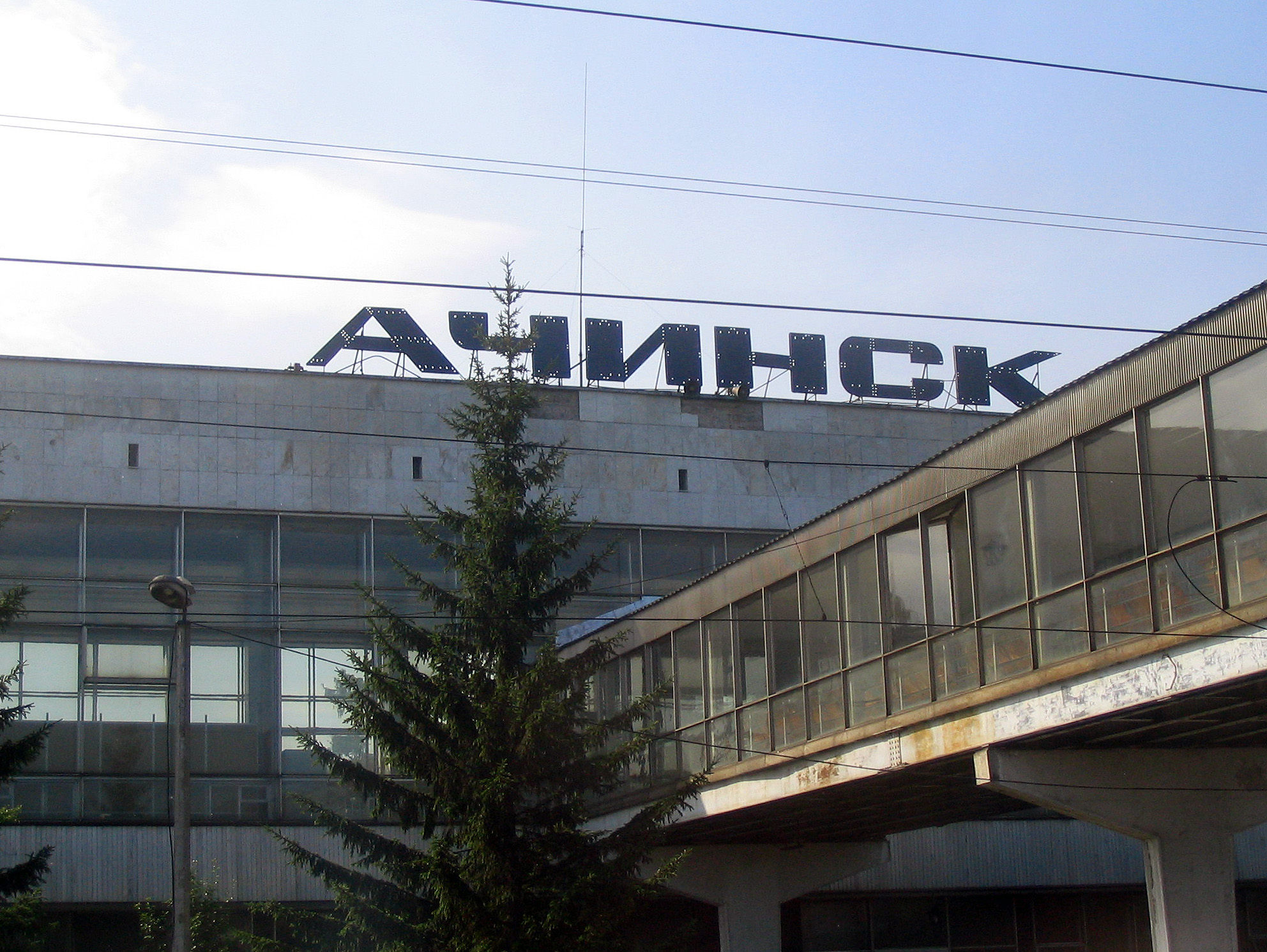
Estación de ferrocarril de Áchinsk
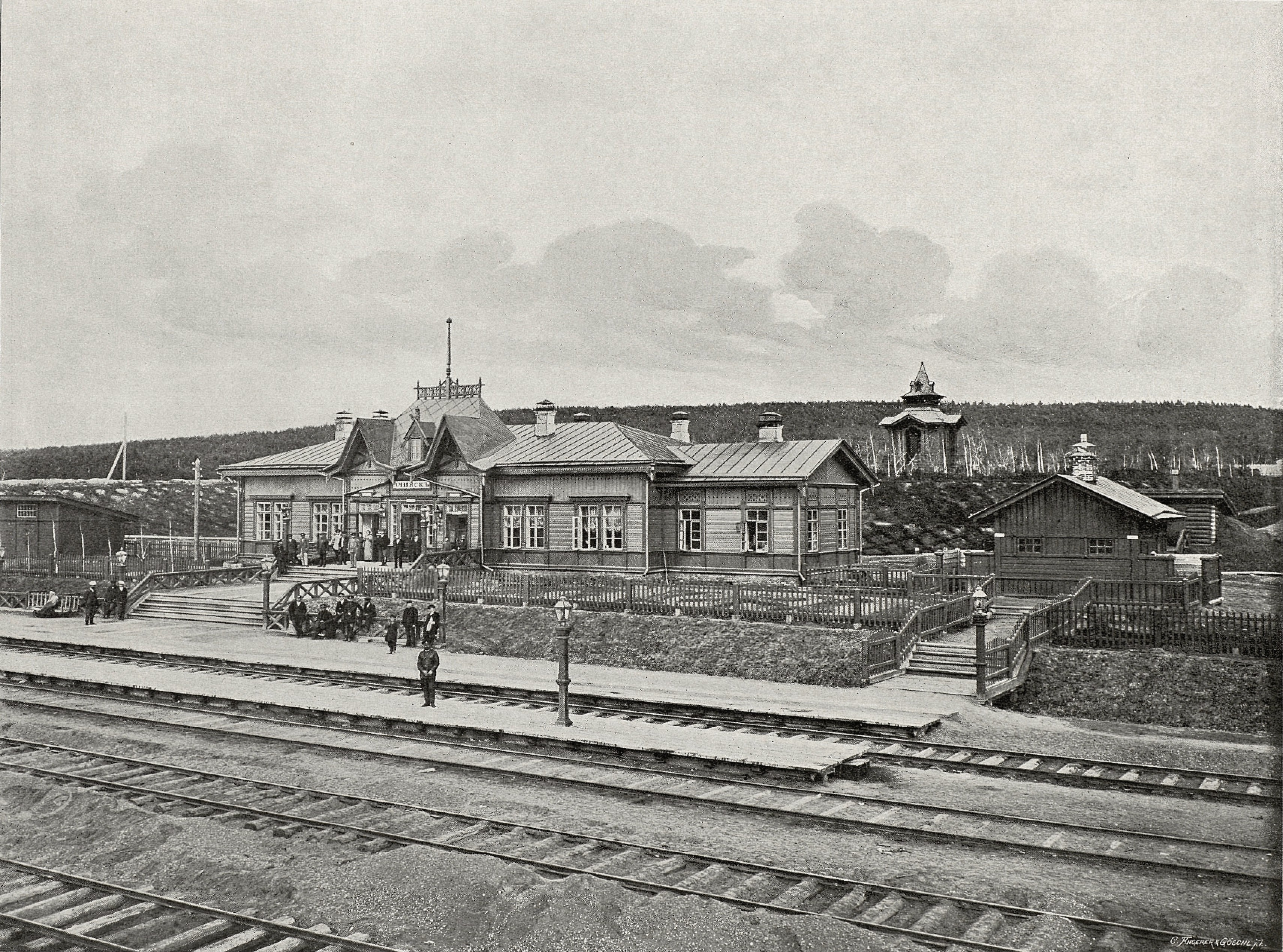
La estación en la década de 1890

## Clima
| Parámetros climáticos promedio de Áchinsk (1991-2020) | Parámetros climáticos promedio de Áchinsk (1991-2020) | Parámetros climáticos promedio de Áchinsk (1991-2020) | Parámetros climáticos promedio de Áchinsk (1991-2020) | Parámetros climáticos promedio de Áchinsk (1991-2020) | Parámetros climáticos promedio de Áchinsk (1991-2020) | Parámetros climáticos promedio de Áchinsk (1991-2020) | Parámetros climáticos promedio de Áchinsk (1991-2020) | Parámetros climáticos promedio de Áchinsk (1991-2020) | Parámetros climáticos promedio de Áchinsk (1991-2020) | Parámetros climáticos promedio de Áchinsk (1991-2020) | Parámetros climáticos promedio de Áchinsk (1991-2020) | Parámetros climáticos promedio de Áchinsk (1991-2020) | Parámetros climáticos promedio de Áchinsk (1991-2020) |
| Mes                                                   | Ene.                                                  | Feb.                                                  | Mar.                                                  | Abr.                                                  | May.                                                  | Jun.                                                  | Jul.                                                  | Ago.                                                  | Sep.                                                  | Oct.                                                  | Nov.                                                  | Dic.                                                  | Anual                                                 |
| ----------------------------------------------------- | ----------------------------------------------------- | ----------------------------------------------------- | ----------------------------------------------------- | ----------------------------------------------------- | ----------------------------------------------------- | ----------------------------------------------------- | ----------------------------------------------------- | ----------------------------------------------------- | ----------------------------------------------------- | ----------------------------------------------------- | ----------------------------------------------------- | ----------------------------------------------------- | ----------------------------------------------------- |
| Temp. máx. abs. (°C)                                  | 4.8                                                   | 6.0                                                   | 16.5                                                  | 29.0                                                  | 34.8                                                  | 35.3                                                  | 37.2                                                  | 34.1                                                  | 31.0                                                  | 24.2                                                  | 13.8                                                  | 6.1                                                   | 37.2                                                  |
| Temp. máx. media (°C)                                 | -11.7                                                 | -8.0                                                  | -0.5                                                  | 8.4                                                   | 16.7                                                  | 22.9                                                  | 24.7                                                  | 21.9                                                  | 14.6                                                  | 6.2                                                   | -4.2                                                  | -9.5                                                  | 6.8                                                   |
| Temp. media (°C)                                      | -15.3                                                 | -12.2                                                 | -5.1                                                  | 3.1                                                   | 10.4                                                  | 16.8                                                  | 19.0                                                  | 16.2                                                  | 9.4                                                   | 2.2                                                   | -7.6                                                  | -13.0                                                 | 2                                                     |
| Temp. mín. media (°C)                                 | -18.3                                                 | -15.5                                                 | -9.0                                                  | -1.1                                                  | 5.3                                                   | 11.7                                                  | 14.1                                                  | 11.8                                                  | 5.6                                                   | -0.7                                                  | -10.5                                                 | -16.1                                                 | -1.9                                                  |
| Temp. mín. abs. (°C)                                  | -59.9                                                 | -45.4                                                 | -42.1                                                 | -27.9                                                 | -19.2                                                 | -3.8                                                  | -0.5                                                  | -2.8                                                  | -10.0                                                 | -34.1                                                 | -45.8                                                 | -48.3                                                 | -59.9                                                 |
| Precipitación total (mm)                              | 17                                                    | 14                                                    | 16                                                    | 25                                                    | 42                                                    | 64                                                    | 59                                                    | 70                                                    | 52                                                    | 40                                                    | 34                                                    | 29                                                    | 462                                                   |
| Fuente: Погода и климат                               |                                                       |                                                       |                                                       |                                                       |                                                       |                                                       |                                                       |                                                       |                                                       |                                                       |                                                       |                                                       |                                                       |